# 狂暴弹珠
《狂暴弹珠》是一款街机电子游戏。此游戏由马克·塞尔尼制作并由雅达利游戏于1984年发布。玩家需使用轨迹球来操纵屏幕上的弹珠在规定时间内通过六个充满障碍的关卡。《狂暴弹珠》是雅达利第一款使用雅达利System 1硬件的游戏，而且它是以C语言编写的。这也是第一款使用真立体声的游戏；之前的游戏不是用的单声道就是用的模拟立体声。
马克·塞尔尼从迷你高尔夫、竞速游戏以及莫里茲·柯尼利斯·艾雪的作品中汲取灵感。他使用极简主义来处理游戏舞台及敌人外观的设计。
《狂暴弹珠》取得了商业上的成功。游戏移植到很多平台并促进了其他游戏的发展。其续作于1991年开发并计划发行，但因内测表明游戏无法与其他作品竞争，而取消发行计划。

## 概要
《狂暴弹珠》是一款以等轴测投影的平台游戏。 玩家以第三人称视角操纵屏幕里的弹珠。玩家以轨迹球控制弹珠的移动，但大多数家用版本使用手柄的方向键控制。游戏的目标是让玩家在给定时间内通过六个像迷宫的等距离比赛关卡。 除第一场外，每一场剩下的时间都会顺移到下场，玩家同样可以获得一些额外时间。游戏允许两名玩家互相竞争，并给赢家奖励分及额外时间；两个玩家的时钟是独立的。
随着游戏进行，关卡难度逐渐提升，还引入了更多的敌人及障碍。每关都有不同的视觉主题。例如，第一关（标题为“练习”）是个比别的关卡更简单的关卡，但与其它关卡方向相反的第五关（标题为“蠢”）则有波尔卡点特征。

## 开发
《狂暴弹珠》由雅达利游戏开发，马克·塞尔尼是主设计师，而鲍勃·弗拉纳甘是软件工程师。塞尔尼和弗拉纳甘都处理了游戏的编程事务。游戏机使用雅达利System 1硬件、一个可互换电路板系统、控制面板及外观设计。游戏在19英寸Electrohome牌G07型号CRT显示器上显示位图图形，还使用了摩托罗拉68010CPU ，而一颗MOS 6502子系统用来控制音频及投币操作。 《狂暴弹珠》是雅达利使用雅马哈FM音频芯片的首款游戏。此芯片类似于雅马哈DX7合成器，可实时创建与游戏屏幕作动同步的音乐。游戏音乐由布拉德·富勒及哈尔·卡农花费几个月时间熟悉音频芯片功能后编写。
塞尔尼和弗拉纳甘首先合作开发了基于迈克尔·杰克逊歌曲《战栗者》的游戏。企划被取消后两人开始制作塞尔尼的游戏，最终做成了《狂暴弹珠》。游戏共开发了10个月。在1983年美国游戏业大萧条后，雅达利专注于通过使用独特的控制器及强调双人游戏模式带来独特体验的游戏开发。塞尔尼根据上述目标设计了《狂暴弹珠》。他首先受迷你高尔夫启发，并受游戏场地的地形影响球径这一特性吸引。塞尔尼开始使用雅达利数字艺术系统测试各种想法。决定使用等轴测投影网格后，塞尔尼开始设计游戏概念。他最开始想以类似迷你高尔夫的方式击球，但雅达利对此不热情。塞尔尼此后想到竞速游戏，并计划同对手在长赛道上比赛。囿于技术，游戏所需物理运算无法实时处理，而塞尔尼决定将同时间赛跑作为游戏目标。
摩托罗拉CPU开发套件包括一个C语言编译器，两位程序员均熟悉它。雅达利进行效率评估后，同意了此语言的使用。塞尔尼和弗拉纳甘决定用C语言为《狂暴弹珠》变成的决定是把双刃剑。雅达利游戏过去以汇编语言编写。C语言更易于编程，但效率较低，所以游戏以30FPS的帧率运行，相照当时通行的60FPS更慢。塞尔尼决定采用轨迹球系统（由雅达利作为“Trak-Ball”销售）来给游戏提供独特的控制系统，并且针对游戏内弹珠分别上下坡时轨迹球的加减速带来的回馈感，他选择了带马达的轨迹球。原型制作时，雅达利的设计部门提醒塞尔尼，马达化轨迹球的设计有个固有的缺陷——四个支撑点中的一个与球连接不良——采用常规轨迹球更具可行性。此外，塞尔尼曾准备使用强大的客制化芯片，此芯片可让基于内存的精灵图由CPU激活，但可用硬件为基于只读存储器的静态精灵图的较不先进系统。
此类技术限制驱使塞尔尼简化整体设计。受莫里茲·柯尼利斯·艾雪启发，他为关卡设计抽象景物。回想起来，塞尔尼将此类设计归功于其受限的艺术技巧。他是类《Battlezone》及《我，机器人》三维图形的爱好者，但他认为视觉效果缺乏定义，且他想创造一款有“坚实且干净”三维图形的游戏。不像其它大多数街机游戏那样，关卡图像并非以像素层面绘制。取而代之的是塞尔尼定义了关卡场景中每个点的高程，并将其信息存于高度图数组中。关卡图形由光线追踪程序沿光纤路径追踪而生成。使用高度图生成关卡外观。此格式也允许塞尔尼创建阴影及使用反锯齿，此技术可使图形具有更平滑的外观。塞尔尼的关卡生成器允许其有更多时间以体验关卡设计。决定关卡内所需包括元素时，实用性是关键因素；诸如弹性障碍及音符跷跷板此类不工作或无法按预期出现的元素则被省略。其他从游戏设计中移除的设想还有碎玻璃障碍、黑洞陷阱及弹珠移动路径中建立的路障和坑洼。
塞尔尼的个人兴趣在企划开发过程中发生了转变，使得原始设计文档缺乏新点子。游戏敌人角色由塞尔尼及萨姆·康姆斯托克设计，而动画亦由康姆斯托克设计。考虑到技术限制，敌人尺寸必须很小。塞尔尼和康姆斯托克故意省略其面孔以给其类似关卡外观的独特设计。但雅达利的管理部门建议弹珠应有个笑脸，这将使其成为像吃豆人的可识别角色。作为妥协，开发部门将弹珠添上了类笑脸的痕迹。弗拉纳甘编写了个三维物理模型以规定弹珠的移动并为敌人行为制作脚本解释器随着《狂暴弹珠》接近完成，雅达利的焦点测试组对其有积极反馈。回想起来，塞尔尼希望制作更多关卡以延长游戏寿命，但额外关卡的制作需要更多时间及硬件成本。雅达利当时遭遇了严重的财务危机，而无法使本作开发周期延长，因为此做法将导致雅达利工厂停工。

## 评价及影响
《狂暴弹珠》在1984年发售后取得了商业上的成功，并獲评论家肯定。大约售出了4000台机台，不久就成了最赚钱的街机游戏。但雅达利发现，发售七周后游戏便不那么赚钱了。塞尔尼认为《狂暴弹珠》仅火爆六周的原因是其'流程短。他相信玩家对其熟练后便会转为对其它游戏感兴趣。街机机台目前已很罕见。官方认定的得点世界纪录保持者是斯坦· 希热潘斯基。
许多评论家认为游戏的高难度是其吸引力的一部分。《新生代》在1996年将《狂暴弹珠》街机版排入其“史上最好的100款游戏”之15名，并认为“MD复刻版很酷，但《狂暴弹珠》的体验根本不可能从手柄上得到。这……是一款只能在街机厅玩的游戏。”2008年，IGN的李维·布坎南将本作列入少数他认为的“梦想街机”列表里，并提及游戏的难度及他游玩本作所带来的美好回忆。作家约翰·塞勒斯写道，其难度是玩家受到吸引的主要原因。其他吸引人的因素包括画面、视觉设计及配乐。 《怀旧玩家》的克雷格·格兰奈尔称此游戏为有史以来最有特色的街机游戏，并赞扬其画面“纯粹而永恒”。2008年，《吉尼斯世界纪录》将其列入79个技术、创意、文化上有影响力的街机游戏列表。 《狂暴弹珠》是首款使用真立体声并有可识别旋律的游戏。不列颠作曲家保罗·威尔评论道音乐有特点，且给游戏以独特身份。轨迹球若经常使用则易损是机台的通病。
《狂暴弹珠》启发了其它类本作玩法的游戏。这类游戏基于轨迹球操作并有更难的关卡；它们也经常以《狂暴弹珠》相关术语描述。墨尔本浩室的 《陀螺仪》及电子梦想软件的《斯皮恩迪兹伊》是首批此类游戏； 两者均很受欢迎。1990年，Rare发布了含有类《狂暴弹珠》元素的《双蛇城》。超级猴子球系列使用了类似的基于滚球的玩法，但添加了其它特性，如小游戏、其它猴子角色等。《水银》亦包含许多类《狂暴弹珠》元素，但有些小区别，包括改变颜色的能力、更多危机、玩家控制的是液态汞而非弹珠。

### 移植平台及未发布续作
1986年起，游戏獲多个负责移植处理的公司发布到了多个平台上；其中EA发布了多个家用版本，而老虎电子也发行了手持及桌面的本游戏LCD版本，且Rare亦将其移植到了FC上。Commodore 64版本还有一个其他版本所没有的秘密额外关卡。
早期版本拥有简化的图形，且不同移植版本的界面效果也不同。GAMASUTRA的约翰·哈里斯认为街机版本的流行促进了家用版本的销售。但ScrewAttack的托马斯·克里斯蒂娜认为没有了轨迹球会让此游戏的大多数移植版变得无趣。而格兰耐尔亦回应了类似阐述，其认为多数版本的图像效果及碰撞箱检测都较差。他将Amiga、Game Boy、MD的移植版列出并认为前者较好，同时也认为Sinclair ZX Spectrum、PC、GBA版本是最糟的。 《计算！》的作者则认为Amiga版本的图形效果及游戏体验都是“比街机版更好”。 《電腦遊戲世界》 也表示，Amiga版本比街机原版更好。《字节》的布鲁斯·韦伯斯特尔写道，1986年发布的《狂暴弹珠》Amiga版本“是真的令人惊奇”。尽管缺少暂停功能和高分榜，但他仍表示“倘你有Amiga的话，本作是绝对值得拥有的。” 比尔·赫尔德回忆道，Amiga版本是如此的流行，以至于康懋达国际的雇员会从同事的电脑里偷走内存以增补本机内存来运行游戏。为了不让他人不会打开他自己的Commodore 128D寻找内存，他甚至在机器上面写上了“这不是一台Amiga电脑”。 《信息》给了Amiga版本四星半的评级（统共五星），并描述其为“完全忠于原作的移植”。而此杂志亦给了Commodore 64版三星半，并评价“这只是街机原版和Amiga版的残影”，尚还不如《宇宙陀螺仪》。此杂志还算是喜欢这个的图形表现，但批评“弹珠（动起来）就像喝醉了的海龟”。 《龙》的三个评论者——哈尔特勒伊、帕特莉西亚和柯克·来赛——称赞了Apple IIGS移植版，称其为一款街机迷们“必有”的游戏。
《麦加泰克》评论员给MD版打了73分（总分100）。2003年，《狂暴弹珠》收录进跨平台合集《米德瓦伊街机宝藏》中，这是一款由WMS产业、米德瓦伊游戏和雅达利游戏开发的经典游戏的汇编。美国艺电在2010年也发布了一款此游戏的手机版本，此版本包含了附加关卡及不同的关卡主题还有可以提升游戏体验的物品。 《狂暴弹珠》也收录在了2012年跨平台企划《米德瓦伊原创街机》中。游戏的一个复刻版也可以在Lego Dimensions上玩，但玩关卡“旗舰时刻（PRIME TIME）”需要通过一个街机扩展坞。
《信息》杂志评论，“我们唯一的希望是某地的某人可能正在为（真期待是现在）……《狂暴弹珠II》而工作！！” 一个名为《弹珠人：狂暴弹珠II》的街机续集曾在1991年计划发行，尽管当时赛尔尼并未参与此游戏的开发。此开发由鲍伯·弗朗甘主导，团队以在弗朗甘他本人认为的，可以让《狂暴弹珠》在家用游戏市场可以取得成功的基础上进行了游戏的开发。因为市场的主导人群年龄段相之于前作的更为年轻，所以弗朗甘希望让续作的难度降低，并为其副标题命名为“弹珠人”。此续作游戏基于原始游戏，进行了游戏玩法的拓展。此做同样包括在各组关卡之间进行的迷你游戏，该迷你游戏支持最多三个玩家同时穿过游戏的轴侧视图关卡。其最后一关称为“山王”。弗朗甘尝试解决流程过短的问题，并在麦克·哈雷的帮助下，开发了17个关卡。
雅达利制作了游戏原型以供最初本地测试，但游戏未能和当时更受欢迎的游戏作品竞争，例如《街頭霸王II －世界勇士－》雅达利认为轨迹球的使用是导致游玩效果不佳的元音，并决定生产以摇杆为主要操作方式的第二个型号。但由于第二型号街机同样存在游玩效果不佳的情况，所以雅达利停止了对游戏的进一步开发，并将其注意力转移到了《胡德街守护者》这一清版动作游戏上。 一个都市傳說声称，在1996年WMS产业收购时代华纳互动（雅达利游戏并入了此公司）之后，他们销毁了《狂暴弹珠》的游戏基板以清除库存。实际上，《狂暴弹珠》的基板并未量产，赛尔尼声称，只有最多十二块基板生产。这些原性基板已经成为收藏品了。